# I Will Follow You into the Dark
«I Will Follow You into the Dark» es una canción de Death Cab for Cutie y el tercer sencillo de su quinto álbum, Plans. Es una balada acústica escrita e interpretada en un solo por el líder de la banda, Ben Gibbard, y fue grabada en monoaural con un solo micrófono y poca edición.

## Vídeos musicales
El vídeo musical cuenta con Ben Gibbard, se reproduce la canción mientras está sentado en su cama cuando se da cuenta de un agujero en el suelo de madera. Gibbard va sobre las actividades diarias mientras evita el agujero que está en constante expansión. Con el tiempo se cae de la cama en él, colgando de sus dedos antes de finalmente dejarse ir, solo a la tierra para notar que cae en tierra firme. El agujero es casi tan profundo como su altura. El vídeo termina con Gibbard caminando en la oscuridad del agujero. La cámara hace una toma continua de la habitación para mostrarla toda de nuevo con el suelo restaurado a su estado original, intacta. Este video musical fue filmado en Rumania y fue dirigido por Jamie Thraves.
Un vídeo alternativo dirigido por Monkmus aparece en DVD Directions: The Plans Video Album. En este vídeo, un libro ilustrado ocupa el centro del cuadro de vídeo, y las páginas avanzan su vez que la canción lo hace. En el libro, dos conejos se encuentran y se enamoran. El tiempo pasa hasta que uno de los conejos aparentemente muere. Hay otras referencias a la muerte a través del vídeo, como un tazón de fruta podrida y un hombre mayor que parece que muere, dejando a su nieto atrás. El vídeo termina con una foto de los dos conejos juntos, presumiblemente en la felicidad eterna.

## Apariciones en medios
Esta canción fue utilizada en el episodio de Scrubs "My Last Words", mientras que JD y Turk están pasando tiempo con un enfermo terminal llamado George Valentine. Fue el título de un episodio de Grey's Anatomy en la quinta temporada, originalmente emitido el 12 de marzo de 2009. Apareció en la banda sonora de la versión de la película de 2007, The Invisible, y de nuevo en la serie de televisión de 2008 90210 en el episodio "That Which We Destroy". También fue utilizada en el episodio de Nikita "Into the Dark", de la que también fue el nombre. Apareció en la película de 2011 Friends with Benefits. Una película, protagonizada por Mischa Barton, lleva el nombre de la canción. Una versión instrumental de la canción también apareció en la película Crazy, Stupid, Love.

## Posicionamiento en listas
| Listas (2006)                         | Mejor posición |
| ------------------------------------- | -------------- |
| UK Singles Chart                      | 66             |
| U.S. Billboard Hot Modern Rock Tracks | 28             |